# Masclet (petard)

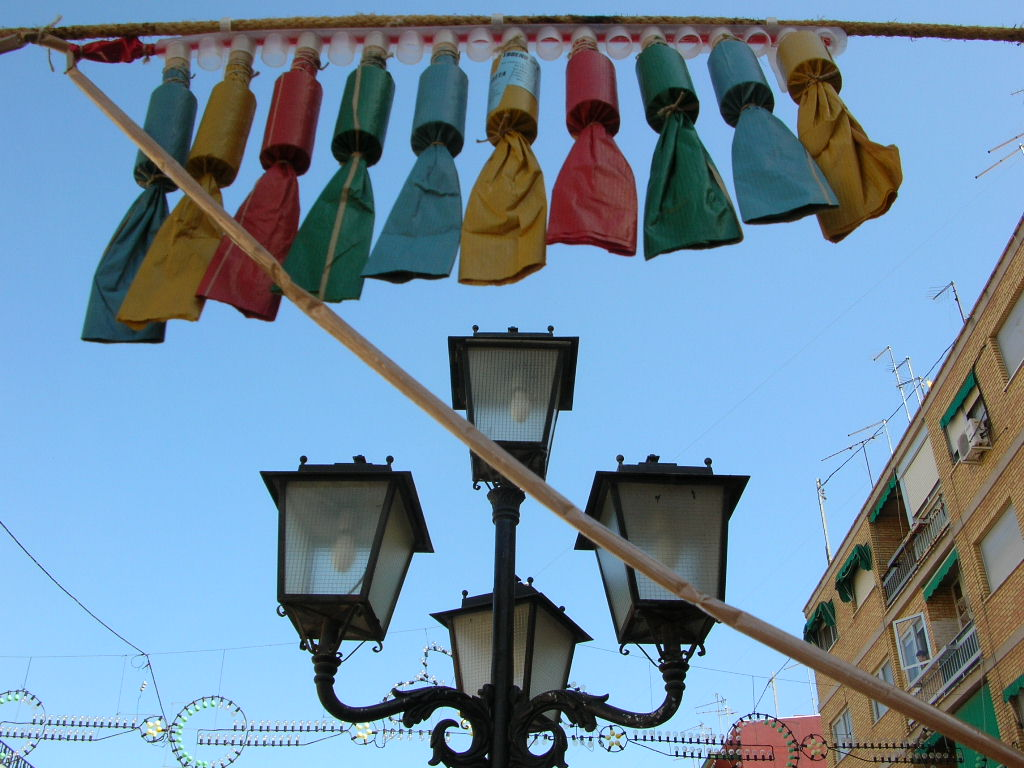
Masclets a punt d'esclatar

Un masclet o petard és un element pirotècnic que, quan s'encenen, produeixen una detonació sonora i lumínica. Generalment, són compostos per un tub de material poc resistent, com ara paper o cartó, ple de pólvora o algun altre material explosiu. Quan es tanca el tub s'hi deixa un ble a l'extrem per poder-lo encendre amb seguretat. La potència i l'efecte lluminós de cada petard és variable i depèn de la càrrega explosiva.
Com la pólvora, els petards van ser inventats al segle ix a la Xina. Si molts productes fets amb pólvora tenen un ús bèl·lic, els petards de seguida van agafar una dimensió festiva i van ser utilitzats per a focs artificials. Fou així com a l'edat mitjana arribaren a Europa. Actualment, hi ha moltes classes de petards i solen classificar-se per la potència: bombetes, bengales, volcanets, voladors, focs d'artifici, traques, piules, coets, trons, bateries, etc.
Els petards van estretament vinculats a les revetlles d'estiu, i molt especialment a la nit de Sant Joan. En aquesta festa, hi predomina la idea que el foc purifica, protegeix i regenera. Els Països Catalans tenen una tradició molt arrelada d'encendre fogueres i llançar focs d'artifici durant aquella nit, quan es detonen quilos de petards que aporten un soroll i una lluminositat ben característics. A València s'utilitzen sobretot durant les Falles i també s'empren en una mascletada.